# 숙성!! 로리신 레퀴엠☆
〈숙성!! 로리신 레퀴엠☆〉(일본어: 粛聖!! ロリ神レクイエム☆ 슈쿠세이 로리카미 레쿠이에무[*])은 일본의 삽화가이자 버츄얼 유튜버인 시구레 우이의 노래다. 작사는 마론(IOSYS), 작곡·편곡은 D.watt(IOSYS).

## 역사
2022년 5월 25일에 발매된 앨범 《아직 비는 멈추지 않아》(まだ雨はやまない)의 수록곡으로서 발매되어, 2022년 5월 28일에 휴릭 홀 도쿄에서 개최된 이벤트 '우이 온 스테이지 -비가 오르는 문화제-'에서 선보였다.
2023년 9월 10일에 본작의 뮤직 비디오가 유튜브에서 공개되었다.

## 제작
동방 프로젝트의 어레인지 악곡이나 버츄얼 유튜버의 악곡을 많이 다루는 이오시스의 스탭에 의해 작사·작곡되어, MV의 영상은 전 VTuber인 호오즈키 와라베가 제작했다. 악곡에 삽입되어 있는 나레이션은 이누야마 타마키가 담당했다.
제작 단계에서 제목은 "숙성☆부타바 커뮤니케이션!!"(粛聖☆ブタバコミュニケーション!!)이었다.

## 음악성
이 노래는 어퍼한 전반, 혼돈스러운 중반, 다크한 후반이라는 구성으로 되어 있어 크게 2종류로 나누어져 있다. 전반은 팝송에 가까운 음색이 되었고 중반에서는 저음도 이용한 덥스텝인 것에 바뀌어, 어느 부분에서는 시구레 우이가 '우이빔'을 쏘며, 지금까지의 리듬이 완전히 무시된다. 그 후, 다우너인 후반으로 옮겨 간다.
가사는 시구레 레이 자신의 스트리밍에 드물게 등장하는 캐릭터 '9세의 시구레 우이'가 "옥중에 잡힌 로리콘들에게 매도를 퍼부으며 구원으로 이끈다"는 내용으로 이른바 전파송이다. 마지막에는 '정말로, 기분 나빠.'라는 한마디가 흘러나오면서 노래가 종료된다.

## 반응
이 작품은 광범위한 인기를 얻었으며 일본에서 스포티파이의 국내 바이럴 차트에서 2023년 9월 18일에 1위를 차지하고, 2023년 9월 22일~2023년 9월 28일 주간 유튜브 차트에서는 5위에 랭크인했다. 뮤직 비디오의 재생수는 공개로부터 17일간에 1000만 회를 돌파했지만, 이것은 호쇼 마린의 《미소녀 무죄♡해적》(美少女無罪♡パイレーツ)의 39일간이라는 기록을 크게 웃돌아, 버츄얼 유튜버의 오리지날 악곡으로서는 최속이였다. 다양한 틱톡커와 유튜버가 MV의 댄스를 모방한 동영상을 투고해, '숙청 로리신 레퀴엠'의 해시 태그가 붙은 동영상은 TikTok에서 1600만 회 이상 재생되었다. 해외에서도 인지를 높이고 있어 MV의 재생수는 10월 5일까지 2000만 회를 돌파했다.
KAI-YOU의 키타가와는 가사에 대해 "아웃과 세이프의 아슬아슬함을 공격하고 있다"고 말해 "강렬하고 구심력이 있다"고 평가했다. 또, 시구레 우이의 가성이 악곡의 기승전결을 명확하게 나타내고 있다고 말해, 지성으로 돌아오는 마지막도 포함해 "보컬면의 매력도 놓칠 수 없다"라고 칭찬했다. THE MAGAZINE의 사이토 마사히로는 귀여운 댄스가 젊은 층의 TikTok 유저에게 호평을 받은 한편, '인터넷 노인회'라고 불리는 니코니코 동화의 유행 시기나 그보다 옛날부터 인터넷을 이용하던 세대가 그리워 생각하는 요소가 MV에 담겨 있는 것도, 폭넓은 세대로부터 지지받는 요인이 되었다고 분석했다.
한편, 본 악곡은 소아성애를 다루는 코믹송이기 때문에, 그 배경을 모르고 TikTok에서 댄스 동영상을 올린 요코야마 다이스케가 비판을 받아 사과, TikTok 계정을 삭제하거나, 방범 부저를 판매 하는 Artec이 트위터, 유튜브, Tiktok에서 호의적인 반응과 동영상을 투고한 것에 대한 비판을 받아 사과, TikTok 계정을 삭제하는 사태가 일어났다.

## 같이 보기
- Caramelldansen
- 아이돌 (YOASOBI의 노래)
- 파돌리기송
- Nyan Cat